# Ладце
Ладце (словац. Ladce) — село в окрузі Ілава Тренчинського краю Словаччини. Площа села 15,69 км². Станом на 31 грудня 2015 року в селі проживало 2606 жителів.

## Історія
Перші згадки про село датуються 1469 роком.

## Населення
| Рік:            | 1994. | 2004.   | 2014.   | 2024.   |
| --------------- | ----- | ------- | ------- | ------- |
| Кількість осіб: | 2605  | 2561    | 2648    | 2462    |
| Різниця:        |       | -1,68 % | +3,39 % | -7,02 % |

| Рік:            | 2023. | 2024.   |
| --------------- | ----- | ------- |
| Кількість осіб: | 2482  | 2462    |
| Різниця:        |       | -0,80 % |